# Station Saint-Cyprien
Station Saint-Cyprien is een spoorweghalte in de Franse gemeente Saint-Cyprien.